# Marion Monnier
Marion Monnier é uma montadora francesa

## Filmografia

### Montadora
- 2005 - Le marais (documentário)
- 2006 - Noise (documentário)
- 2006 - L'intouchable
- 2007 - Chute libre (curta-metragem)
- 2007 - Tout est pardonné
- 2008 - R.I.S. Police scientifique (série de TV, 1 episódio)
- 2008 - Eldorado (documentário de TV)
- 2009 - Fais pas ci, fais pas ça (série de TV, 1 episódio)
- 2009 - Le père de mes enfants
- 2009 - La femme invisible (d'après une histoire vraie)
- 2010 - Carlos (minissérie de TV)
- 2010 - Rebecca H. (Return to the Dogs)
- 2010 - Je n'ai rien oublié
- 2011 - Un amour de jeunesse
- 2011 - Le val d'or (telefilme)
- 2012 - L'âge atomique

## Prémios
Prémios do Cinema Europeu (Europa)
| Ano  | Categoria       | Filme  | Resultado |
| ---- | --------------- | ------ | --------- |
| 2010 | Melhor montador | Carlos | Venceu    |